# Перетятько, Ольга Александровна
Ольга Александровна Перетятько (21 мая 1980, Ленинград) — российская оперная певица (сопрано).

## Биография
Родители Ольги развелись, когда ей было 8 лет. Пела в детском хоре Мариинского театра. Окончила с отличием музыкальное училище при Санкт-Петербургской консерватории (дирижёрско-хоровое отделение). Вокалом занималась с частным педагогом Ларисой Гоголевской.
После полутора лет вокальных занятий с педагогом Ольга поступила на вокальный факультет Консерватории «Hanns Eisler», Берлин, Германия.
Была стипендиатом Оперного фестиваля в Экс-ан-Провансе (2003) и Вагнеровского оперного фестиваля в Байройте (2004). Посещала мастер-классы Грейс Бамбри, Томаса Квастхоффа, Илеаны Котрубаш, Энн Мюррей. В 2005—2007 — в составе оперной студии при Гамбургской опере. Завоевала премии на Международном конкурсе имени Ферруччо Тальявини в Дойчландсберге (2004), Международном конкурсе «Приз Бельканто» в Бад-Вильдбаде (2005), на конкурсе «Дебют» в Бад-Мергентхайме (2006) и на патронируемом Пласидо Доминго конкурсе «Опералия» в Париже (2007).
В 2004 году состоялся оперный дебют Ольги Перетятько на фестивале Kammer Schloss Rheinsberg, где она исполнила партию Теофану в опере Генделя «Оттон», режиссёром выступил Гарри Купфер. В том же году Ольга дебютировала в Deutsche Oper Berlin в опере «Die Weise von Liebe und Tod des Cornets Christoph Rilke» композитора Зигфрида Маттуса, а в 2005 году тоже в Берлине спела свою первую россиниевскую партию — Берениче в опере «L’Occasione fa il ladro».
В 2006 году вышел первый диск с её участием — опера «Семирамида» Дж. Мейербера, записанная во время фестиваля «Rossini in Wildbad» (Дирижёр Ричард Бонинг, партия — Тамирь).
В 2005 - 2007 годах Ольга пела на сцене Гамбургской Государственной Оперы в составе оперной студии. В этот период были исполнены такие партии, как Мария («Zar und Zimmermann», Лорцинг), Оберто («Альцина», Г. Ф. Гендель), Папагена («Волшебная флейта», В. А. Моцарт), Барбарина («Свадьба Фигаро» В. А. Моцарта) и др.
В августе 2006 года после 3 недель обучения в Россиниевской академии (Accademia Rossiniana) в Пезаро (Италия) под управлением Альберто Дзедды Ольга дебютировала на Россиниевском оперном фестивале (Rossini Opera Festival) в опере «Путешествие в Реймс», где исполнила сразу две главные партии поочередно — графиню де Фолльвиль и Коринну.
В ноябре 2007 Ольга вместе с Соней Ганасси и Максимом Мироновым участвовала в записи оперы «Дева озера» Дж. Россини под управлением Альберто Дзедды.
В феврале-марте 2007 дебютировала в партии Олимпии в оперетте Ж.Оффенбаха «Сказки Гофмана» в берлинской Komische Oper (постановка возобновлена с 23 февраля 2008).
В июне 2007 дебютировала в Берлинской Государственной опере поду управлением Д. Баренбойма в опере Р. Вагнера «Парсифаль».
В августе 2007 с большим успехом дебютировала в партии Дездемоны в «Отелло» Дж. Россини на Rossini Opera Festival в Пезаро (Отелло — Грегори Кунде, Родриго — Хуан-Диего Флорес) под управлением Ренато Палумбо, режиссёр — Джанкарло дель Монако.
В ноябре 2007 последовал дебют на сцене Theatre des Champs-Elysees в Париже в партии Анны Трулав опере «Похождения повесы» Игоря Стравинского под управлением Frederic Chaslin, режиссёр — Andre Engel. В этот театр Ольга вернется в феврале 2009 для постановки оперы «Свадьба Фигаро» Моцарта (партия Сюзанны) под управлением Марка Минковски.
В июне 2008 Ольга спела партию Waldvogel в опере «Зигфрид» Р.Вагнера под управлением Зубина Меты в Валенсии, Испания.
В июле 2008 Ольга дебютировала в важной для себя партии Джильды («Риголетто» Дж.Верди) на фестивале Эль Греко в Толедо (Риголетто-Хуан Понс). В этой же партии Ольга будет часто выступать в следующем сезоне в Любеке (Германия), Болонья (Италия. Риголетто — Лео Нуччи)
В сентябре 2008 Ольга Перетятько исполнила главную партию (Кэти) в только что написанной опере Фредерика Шаслана «Грозовой перевал».
Ольга Перетятько привлекла международное внимание после дебюта в опере «Соловей» Стравинского, поставленной Робертом Лепажем в Канадской опере (2009). Спектакль был показан на фестивале в Экс-ан-Провансе, в Лионской опере, Бруклинской академии музыки (Нью-Йорк) и Нидерландской опере в Амстердаме. Успех сопутствовал дебютам певицы в партиях Адины («Любовный напиток»), Лючии («Лючия ди Ламмермур»), Джильды («Риголетто») и Альцины (в одноимённой опере Генделя).
Особое место в её репертуаре занимают белькантовые партии: Джульетта в «Капулетти и Монтекки» и Эльвира в «Пуританах» Беллини, россиниевские Фьорилла в опере «Турок в Италии», Аменаида в «Танкреде» и Матильда ди Шабран в одноимённой опере. Последняя была исполнена на фестивале Россини в Пезаро летом 2012 года. Запись спектакля, в котором партнёром Ольги Перетятько стал Хуан Диего Флорес, была выпущена фирмой Decca на DVD.
В сезоне 2013–2014 певица впервые выступила на сценах Венской государственной оперы, Цюрихского оперного театра, Ла Скала, Метрополитен-оперы и на Зальцбургском фестивале. За это время пополнился список её ролей: Марфа в «Царской невесте», Цербинетта в «Ариадне на Наксосе», Джуния в ранней опере Моцарта «Луций Сулла».
В июле 2014 года Ольга Перетятько приняла участие в грандиозном гала-концерте Salut a la France на Марсовом поле в Париже, посвященном национальному празднику Франции. Среди участников такие звезды, как Элина Гаранча, Анна Нетребко, Натали Дессей, Хуан Диего Флорес, Лоуренс Браунли и другие артисты.
В 2015 году состоялся дебют Ольги Перетятько в Лозаннской опере, где она исполнила партию Виолетты в «Травиате» Верди, в этой же роли выступила в Баден-Бадене.
В 2017 году она исполнила главную роль Лейлы в постановке Вима Вендерса оперы «Искатели жемчуга» Шарля Бизе в Государственном оперном театре Берлина под управлением Даниэля Баренбойма.
Среди ярких событий последних сезонов - четыре дамы в "Сказках Гофмана" в Венской государственной опере, где она также выступила в партии Донны Анны ("Дон Жуан").
Ольга дебютировала в роли Анны Болены в Королевской опере Валлонии в Льеже и выступила в Королевском оперном театре Маската в Омане. Ещё одна известная роль и дебют на сцене привели Ольгу Перетятько в Королевский оперный театр Ковент-Гарден: в 2019 году постановку Дон Паскуале транслировали в кинотеатрах всего мира. Певица исполнила партию Норины вместе с Брайном Терфелем в главной партии. Она дебютировала в роли Памины в волшебной постановке Барри Коски "Зауберфлёте" в театре Реал Мадрид.
В 2019-2020 году Ольга исполнила партию Лючии ди Ламмермур в Венской государственной опере, Метрополитен-опера в Нью-Йорке и Опера Монте-Карло. В Гамбургской государственной опере она впервые спела партию Контессы ("Свадьба Фигаро"), а в Хореге д'Оранж - очаровательную Розину ("Сивильянский цирюльник").
Певица заключила эксклюзивный контракт со звукозаписывающей фирмой Sony Classical. Её первый сольный альбом с ариями из опер Россини, Верди, Доницетти, Массне и Пуччини был выпущен в 2011 году и получил широкое признание публики и прессы. Второй альбом «Арабеск» поступил в продажу в 2013 году и также получил широкое признание критики.
Артистка выпустила шесть альбомов под лейблом Sony Classical, получивших множество престижных наград, включая OPUS Klassik (2018), ECHO Klassik (2015) и премию имени Франко Аббьяти от итальянских музыкальных критиков. Видеозаписи оперных постановок с фестиваля Россини в Пезаро («Матильда ди Шабран», «Сигизмунда» и «Шелковая лестница») с участием Ольги Перетятько были изданы фирмами DECCA, Arthaus Musik и Opus Arte.
В 2021 году выпустила альбом «Песни для Майи» («Мелодия»), который посвятила своей дочери, родившейся в январе того же года. В альбом вошли 23 колыбельные - от миниатюр Моцарта, Брамса, Чайковского, Вагнера и Гершвина до древних этнических напевов. Центральным номером альбома стала композиция «Мантра», созданная Ольгой Перетятько и её концертмейстером Семёном Скигиным.
В июле 2022 исполнила партию Лю в опере "Турандот" на сцене Немецкой государственной оперы.

## Избранный репертуар
В репертуаре певицы — партии в операх Генделя (Оттон, Альцина), Моцарта (Волшебная флейта, Свадьба Фигаро, Похищение из сераля), Беллини (Пуритане), Доницетти (Дон Паскуале, Любовный напиток, Лючия ди Ламмермур), Россини (Вором делает случай, Путешествие в Реймс, или Гостиница «Золотая лилия», Дева озера, Отелло, Шёлковая лестница, Сигизмунд, Семирамида), Вагнера (Парсифаль, Зигфрид), Верди (Риголетто), Оффенбаха (Сказки Гофмана), Иоганна Штрауса (Летучая мышь), Лорцинга (Царь и плотник), Стравинского (Похождения повесы, Соловей) и др.
Марфа («Царская невеста» — Ла Скала 2014).

## Творческое сотрудничество
Работала с такими дирижёрами, как Даниэль Баренбойм, Ричард Бонинг, Альберто Дзедда, Лорин Маазель, Юрий Темирканов, Зубин Мета, Марк Минковский, Ренато Палумбо, Клаудио Шимоне и др. В декабре 2011 года Перетятько пела дуэтом с Хосе Каррерасом во время его рождественского концерта в Москве.